# Campeonato Chileno de Futebol de 1991 - Terceira Divisão
O Campeonato Chileno de Futebol de Terceira Divisão de 1991 (oficialmente Campeonato Oficial de Fútbol de la Tercera División de Chile 1991) foi a 11ª edição do campeonato do futebol do Chile, terceira divisão. Os 28 clubes jogam em turno e returno em três grupos regionalizados (dois de 10 e um de 8 - Zona Sul). Os três melhores de cada grupo vão à fase final, onde o campeão é promovido para o Campeonato Chileno de Futebol de 1992 - Segunda Divisão. Os quatro últimos colocados (três últimos na Zona Sul) de cada grupo vão à segunda fase (torneio de descenso), onde - em dois novos grupos - os dois últimos de cada grupo iriam ser rebaixados para o Campeonato Chileno de Futebol de 1992 - Quarta Divisão

## Participantes
| Equipe                                        | Cidade                     | Região                           | No ano anterior                                                      | Estádio                                               | Capacidade | Títulos        | Participações |
| --------------------------------------------- | -------------------------- | -------------------------------- | -------------------------------------------------------------------- | ----------------------------------------------------- | ---------- | -------------- | ------------- |
| Club Deportivo Rengo                          | Rengo                      | Região de O'Higgins              | Primeiro Lugar (Descenso Colchagua-Sul)                              | Estádio Municipal Guillermo Guzmán Díaz               | 5.000      | 0 (não possui) | 6             |
| Club Deportivo Defensor Casablanca            | Casablanca                 | Região de Valparaíso             | Décimo Segundo Lugar (Ascenso)                                       | Raúl Vargas Verdejo                                   | 2.500      | 0 (não possui) | 11            |
| Club de Deportes Maipo                        | Isla de Maipo              | Região Metropolitana de Santiago | Sétimo Lugar (Ascenso)                                               | ----                                                  | ---        | 0 (não possui) | 11            |
| Club Social y Deportivo Goodyear              | Maipú                      | Região Metropolitana de Santiago | Terceiro Lugar (Descenso Norte-Central)                              | ---                                                   | --         | 0 (não possui) | 11            |
| Club Deportivo Municipal Talagante            | Talagante                  | Região Metropolitana de Santiago | Quarto Lugar (Descenso Norte-Central)                                | Estádio Municipal Lucas Pacheco Toro                  | ---        | 0 (não possui) | 10            |
| Club de Deportes Comercio de Llay-Llay        | Llaillay                   | Região de Valparaíso             | Segundo Lugar (Descenso Norte-Central)                               | ---                                                   | --         | 0 (não possui) | 9             |
| Juventud Chépica                              | Chépica                    | Região de O'Higgins              | Décimo Lugar (Ascenso)                                               | ---                                                   | ---        | 0 (não possui) | 8             |
| Iván Mayo Club de Fútbol                      | Villa Alemana              | Região de Valparaíso             | Quinto Lugar (Ascenso)                                               | Estádio Ítalo Composto Scarpatti                      | 3.000      | 0 (não possui) | 8             |
| Corporación Club de Deportes Santiago Morning | Independencia              | Metropolitana de Santiago        | Quarto Lugar (Ascenso)                                               | Santa Laura                                           | 22.375     | 1 (1984)       | 7             |
| Club Deportivo Con Con National               | Concón                     | Região de Valparaíso             | Segundo Lugar (Descenso Final)                                       | ---                                                   | --         | 0 (não possui) | 9             |
| Juventud Ferro                                | Chimbarongo                | Região de O'Higgins              | Primeiro Lugar (Descenso Final)                                      | Estádio Municipal de Chimbarongo                      | --         | 0 (não possui) | 6             |
| Club de Deportes Laja                         | Laja                       | Região de Bío-Bío                | Terceiro Lugar (Ascenso)                                             | Estádio Facela                                        | 3.000      | 1 (1982)       | 7             |
| Unión Santa Cruz                              | Santa Cruz                 | Região de O'Higgins              | Segundo Lugar (Ascenso)                                              | Estádio Municipal Joaquín Muñoz García                | 4.500      | 0 (não possui) | 6             |
| Club Deportivo Municipal Las Condes           | Las Condes                 | Região Metropolitana de Santiago | Primeiro Lugar (Descenso Norte-Centro)                               | ----                                                  | ---        | 0 (não possui) | 4             |
| Club de Deportes Malleco Unido                | Angol                      | Região de Araucanía              | Terceiro Lugar (Descenso Colchagua-Sul)                              | Estádio Municipal Alberto Larraguibel Morales         | 4.000      | 0 (não possui) | 3             |
| Athletic Club Barnechea                       | Lo Barnechea               | Região Metropolitana de Santiago | Décimo Primeiro Lugar (Ascenso)                                      | Estádio Municipal de Lo Barnechea                     | 2.500      | 0 (não possui) | 3             |
| Club de Deportes La Unión                     | La Unión                   | Região de Los Lagos              | Segundo Lugar (Descenso Colchagua-Sul)                               | --                                                    | --         | 0 (não possui) | 3             |
| Unión Veterana Peumo                          | Peumo                      | Região de O'Higgins              | Nono Lugar (Ascenso)                                                 | ----                                                  | ---        | 0 (não possui) | 2             |
| Club Deportivo Compañia de Teléfonos          | Pedro Aguirre Cerda        | Região Metropolitana de Santiago | Quarto Lugar (Descenso Colchagua-Sul)                                | ---                                                   | -----      | 0 (não possui) | 2             |
| Club Deportivo Tricolor Municipal             | Paine                      | Região Metropolitana de Santiago | Acesso pelo Campeonato Chileno de Futebol de 1990 - Quarta Divisão   | Estádio Municipal de Paine                            | ---        | 0 (não possui) | 7             |
| Juventud Puente Alto                          | Puente Alto                | Região Metropolitana de Santiago | Acesso pelo Campeonato Chileno de Futebol de 1990 - Quarta Divisão   | Estádio Municipal de Puente Alto                      | 1.900      | 0 (não possui) | 5             |
| Club Deportivo Cóndor San Antonio             | San Antonio                | Região de Valparaíso             | Acesso pelo Campeonato Chileno de Futebol de 1990 - Quarta Divisão   | Estádio Municipal Doctor Olegario Henríquez Escalante | 2.000      | 0 (não possui) | 1             |
| Club Provincial Curicó Unido                  | Curicó                     | Região de Maule                  | Rebaixado do Campeonato Chileno de Futebol de 1990 - Segunda Divisão | Estádio La Granja                                     | 8.000      | 0 (não possui) | 3             |
| Club Deportivo General Velásquez              | San Vicente de Tagua Tagua | Região de O'Higgins              | Rebaixado do Campeonato Chileno de Futebol de 1990 - Segunda Divisão | Estádio Municipal Augusto Rodríguez                   | 3.000      | 1 (1986)       | 5             |
| Club Deportivo San Luis                       | Quillota                   | Região de Valparaíso             | Rebaixado do Campeonato Chileno de Futebol de 1990 - Segunda Divisão | Estádio Municipal Lucio Fariña Fernández              | 7.500      | 0 (não possui) | 1             |
| Club Deportivo Valdivia                       | Valdivia                   | Região de Los Lagos              | Rebaixado do Campeonato Chileno de Futebol de 1990 - Segunda Divisão | Estádio Parque Municipal de Valdivia                  | 5.300      | 0 (não possui) | 7             |
| Club Universitario de Temuco                  | Temuco                     | Região de Araucanía              | Convidado                                                            | Estádio Municipal Germán Becker                       | 20.930     | 0 (não possui) | 1             |
| Deportivo Los Náuticos                        | Talcahuano                 | Região de Bío-Bío                | Convidado                                                            | Estádio El Morro                                      | 7.152      | 0 (não possui) | 1             |

## Campeão
| Campeão Chileno Terceira Divisão 1991                        |
| ------------------------------------------------------------ |
| Club de Deportes Santa Cruz (Santa Cruz) (1º título) Campeão |